# Dragoun

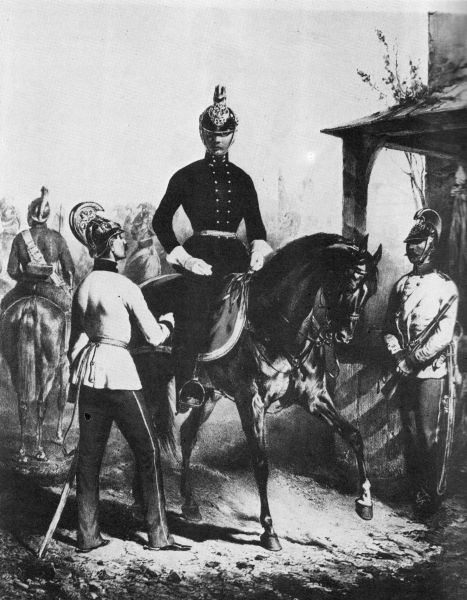
Rakouští dragouni z roku 1850

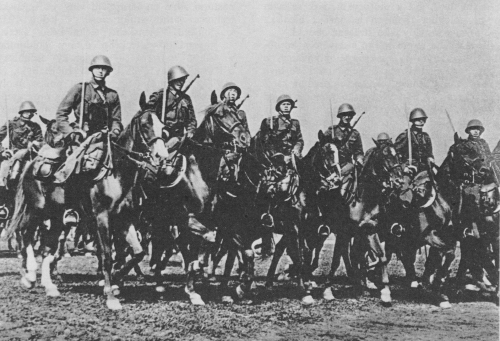
Dragouni meziválečné Československé armády

Dragoun byl původně příslušník jízdní pěchoty. Tato vojenská profese vznikla v 16. století a rozšířila se během první poloviny 17. století. Dragoun se pohyboval na koni jako kavalérie, ale bojoval jako pěchota. Proto se v tomto období k jezdectvu neřadil.
Jméno pochází z volby zbraně, kterou nejčastěji používal – karabinu nebo krátkou mušketu (zvanou drago). Význam pochází z výrazu „plivat oheň“, tedy záblesku ohně a kouře po výstřelu.
Počátkem 17. století tvořili polovinu dragounských pluků mušketýři, vyzbrojení především pěchotní mušketou a druhou polovinu kopiníci s tehdy charakteristickým pěchotním kopím[zdroj⁠?!], které bylo upravené k nošení na koni. Dragounů bylo v období třicetileté války užíváno k provedení nenadálých útoků na menší pevnosti, k vyhození brány nepřátelské pevnosti nebo k nenadálému přepadení nepřátelského ležení. Větší rozmach dragounských pluků je možno sledovat v závěru třicetileté války, kdy se dragounské vojsko začalo blížit řadovému jezdectvu. Postupně nahradili dragouni i jezdecké útvary arkebuzírů. V polovině 17. století se již setkáváme s dělením jezdectva jen na kyrysníky a dragouny.
Na přelomu 17. a 18. století byli dragouni vyzbrojeni karabinou a dvěma pistolemi s kolečkovým zámkem, které měli zasunuty v pouzdrech u sedla. Neoddělitelnou součástí výzbroje byl palaš, který se nosil v pochvě na pravém boku. Výzbroj byla doplněna ještě bodákem. V letech 1711–1715 byly zřízeny granátnické kompanie. Dragounští granátníci byli vyzbrojeni navíc ručními granáty, které nosili ve velkých kožených taškách.
Postupem času docházelo k modernizaci výzbroje, ovšem příchodem 1. světové války bylo již zřejmé, že uplatnění tohoto typu vojska v přímém boji je nemyslitelné. Dragouni tak byli užíváni jen k vedlejším činnostem, např. při přepadech a průzkumu. Jejich činnost byla zcela ukončena až druhou světovou válkou v souvislosti s rozvojem dopravní techniky a obrněných vozidel.